# Inkrustation (Baukunst)

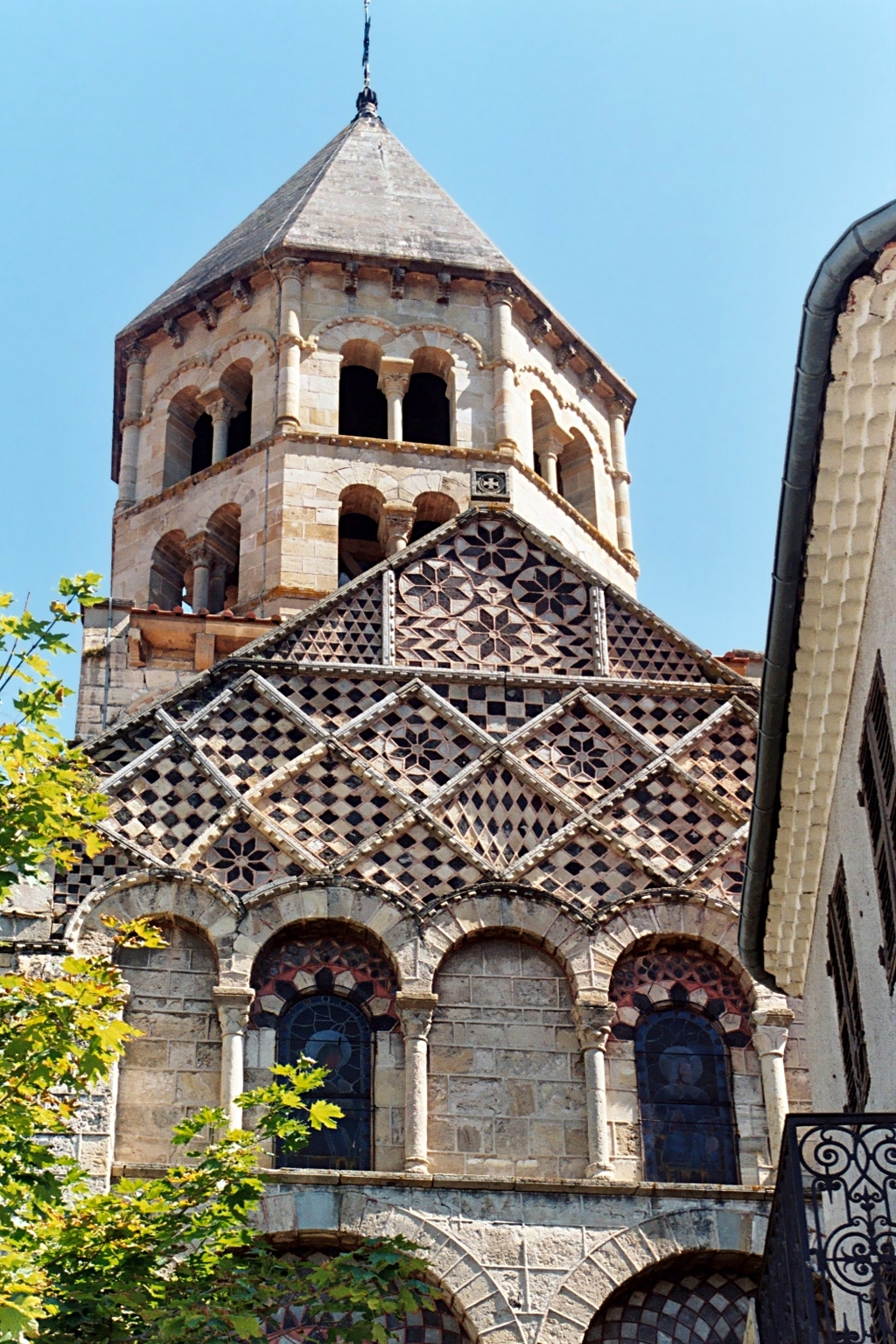
Geometrische Inkrustationen am Giebel der Prioratskirche St-Julien in Chauriat, Auvergne

Inkrustation (von lateinisch crusta [marmoreae] „[marmorne] Schale“) bezeichnet in der Baukunst (lat.) die Verkleidung von Wänden oder anderen Bauteilen (minderen Materials) mit verschiedenfarbigen Blendsteinen, die oft in Anlehnung an konstruktive Vorbilder rein ornamental angebracht sind.

## Geschichte

### Römer
Die Kunst der Fassadenverkleidung war bereits bei den Römern hochentwickelt. Die Gesamtwirkung beruhte dabei vor allem auf einer großflächigen Verwendung verschiedenfarbiger, zumeist wertvoller Gesteinsarten, die aus allen römischen Provinzen rings um das Mittelmeer stammten. Roter Porphyr, der kostbarste aller Steine, kam ausschließlich aus Ägypten, grüner Porphyr, auch Serpentin genannt, aus Lakonien, grüngeäderter Serpentin aus Thessalien, weißer Marmor aus Carrara, gelber Marmor (giallo antico) aus Simitthu in Tunesien, oder elfenbeinfarbener Onyx aus Hierapolis in Phrygien.

### Byzanz
Die Kunst der Inkrustation wurde nach dem Untergang des römischen Reiches im Byzantinischen Reich fortgeführt; im Westen gerieten die Fertigkeiten jedoch in Vergessenheit.

### Protorenaissance, Renaissance und Italien

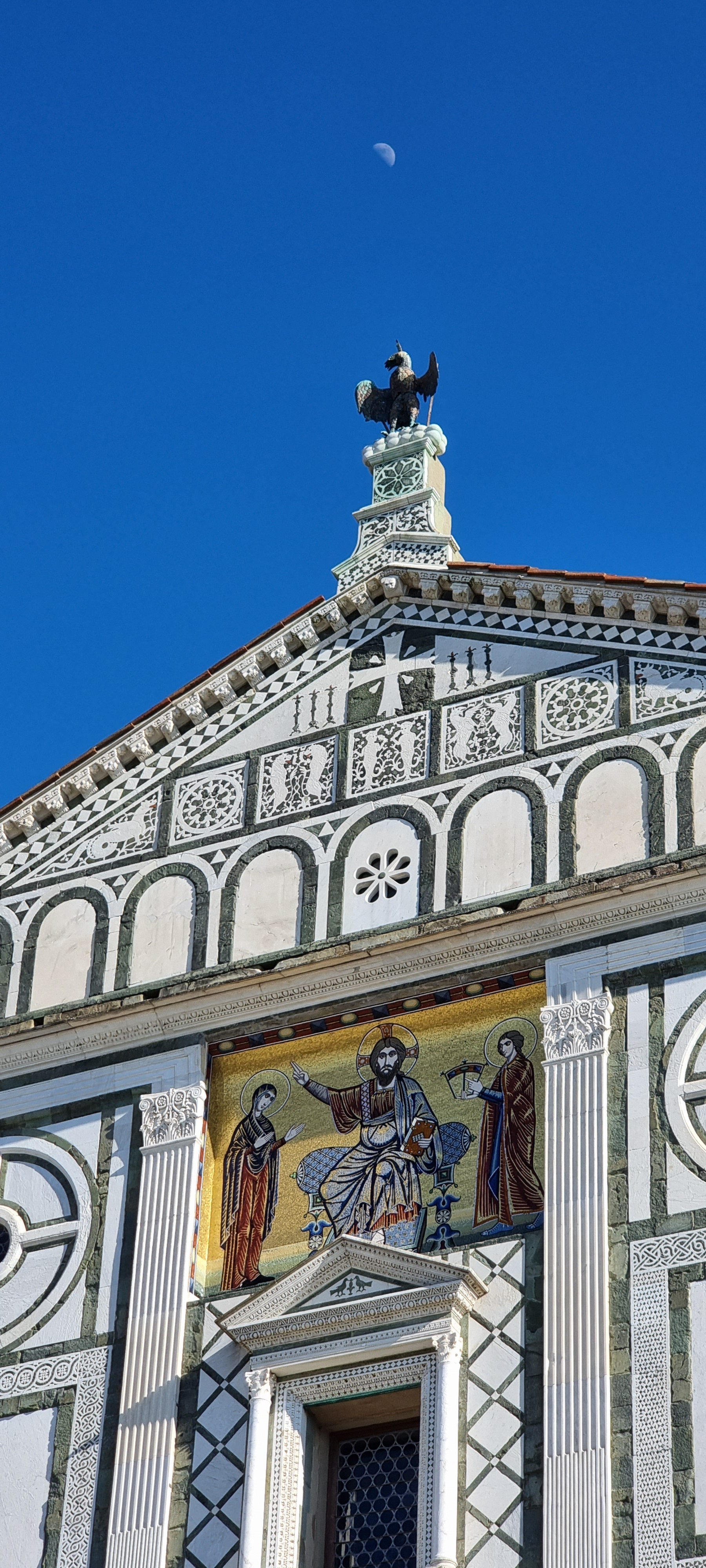
Basilica di San Miniato al Monte mit Inkrustation

Erst in der Protorenaissance nach 1000 wurde – vor allem ausgehend von Florenz – diese Art der Wandverblendung zu einer neuen Blüte geführt (Baptisterium San Giovanni, San Miniato al Monte).
In Italien blieben Wandverkleidungen dieser Art auch in den nachfolgenden kunstgeschichtlichen Epochen der Renaissance (Santa Maria Novella und Dom Santa Maria del Fiore) oder dem Barock sehr beliebt.

### Frankreich
Im 12. Jahrhundert findet man sie in Frankreich vor allem in der regionalen auvergnatischen Bauschule der Romanik (z. B.: Stiftskirche Notre-Dame du Port in Clermont-Ferrand oder der Prioratskirche St-Julien in Chauriat), aber auch an einigen südfranzösischen Kirchen (z. B. an der Église Saint-Pierre-de-Rhèdes in Lamalou-les-Bains).
Wenn das Geld für eine Verkleidung aus Stein nicht zur Verfügung stand, wurde nicht selten eine solche durch Stuck oder Wandmalerei vorgetäuscht.

## Herstellung
Die Herstellung der oft nur zentimeterdicken Marmorverkleidungen war in der Antike äußerst schwierig und somit teuer. Um die dünnen Marmorplatten herzustellen, wurde am oberen Teil des Marmorblocks zuerst eine Rille gemeißelt, diese wurde dann mit Sand gefüllt; mit Hilfe eines Seiles oder eines Sägeblattes wurde daraufhin eine dünne Platte abgesägt. Pro Tag konnten auf diese Weise nur etwa fünf Zentimeter gesägt werden. Die Anfertigung von kleineren polierten Steinstücken erfolgte hauptsächlich mittels Schleifen.

## Anbringung
Zur Anbringung von Platten an die Wand wurden zunächst Dübellöcher in die Wand gebohrt, die zur Aufnahme von Metallhaken dienten. Auf diese Haken wurden von unten nach oben die Platten gesetzt und die dahinterliegenden Hohlräume mit Putz oder Mörtel verfüllt. Für kleinere Ornamente war diese Technik ungeeignet; sie wurden mosaikartig auf die Wandteile geklebt oder in das bestehende Mauerwerk eingelegt.

## Bildbeispiele

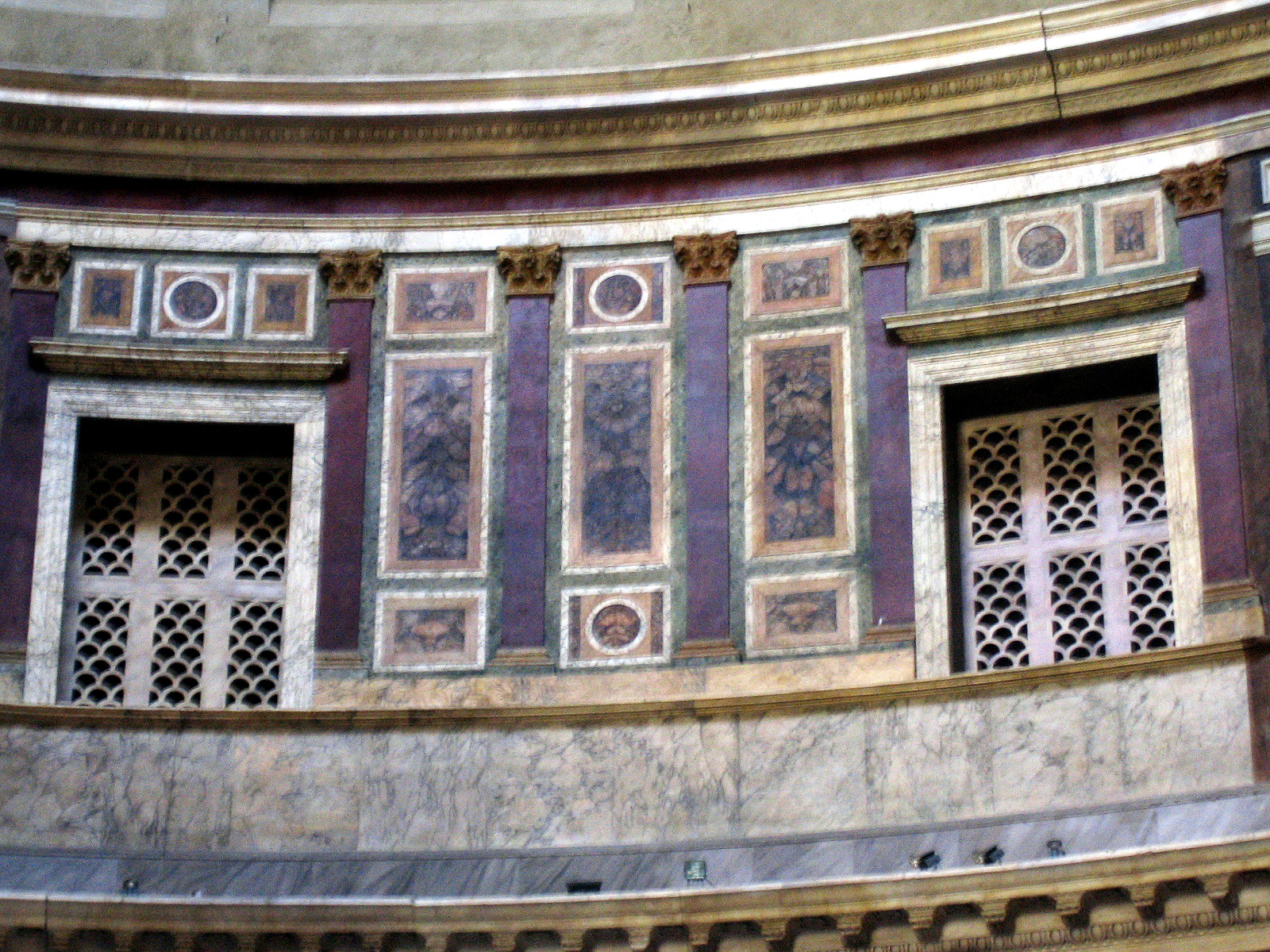
Pantheon, Rom (ab 118 n. Chr.)
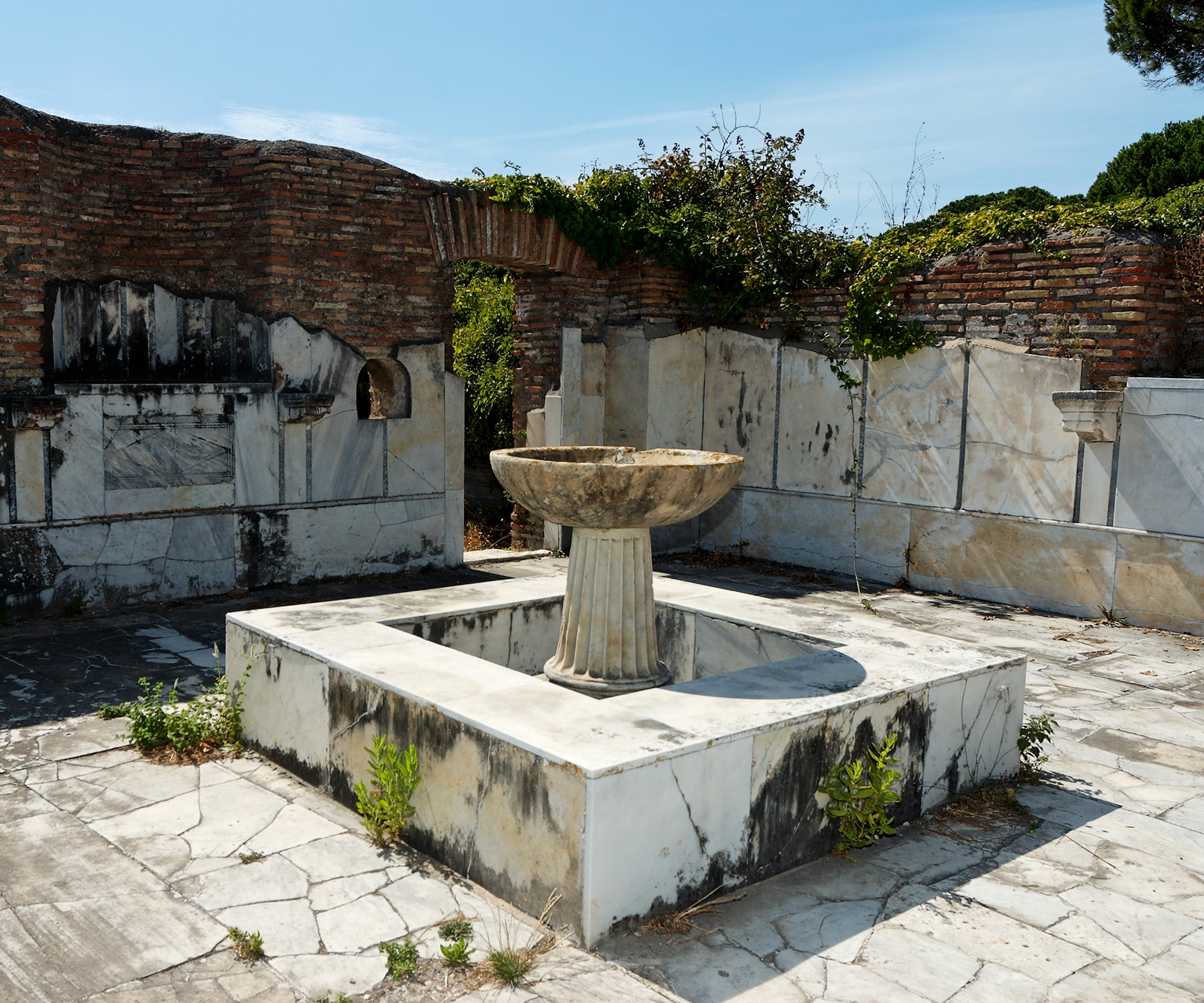
Wandverkleidungen in Ostia Antica
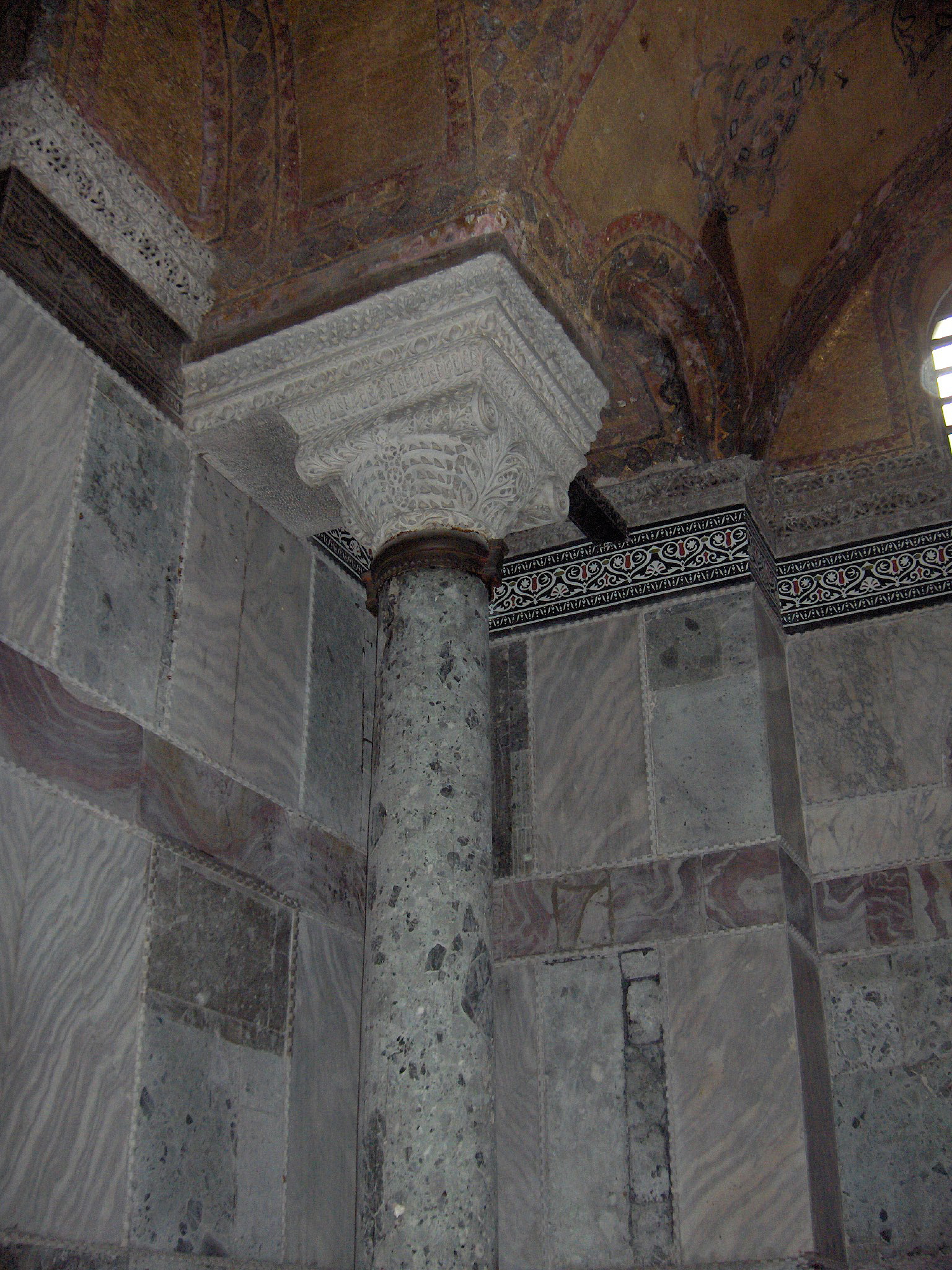
Innenraum der Hagia Sophia in Istanbul (ca. ab 530)
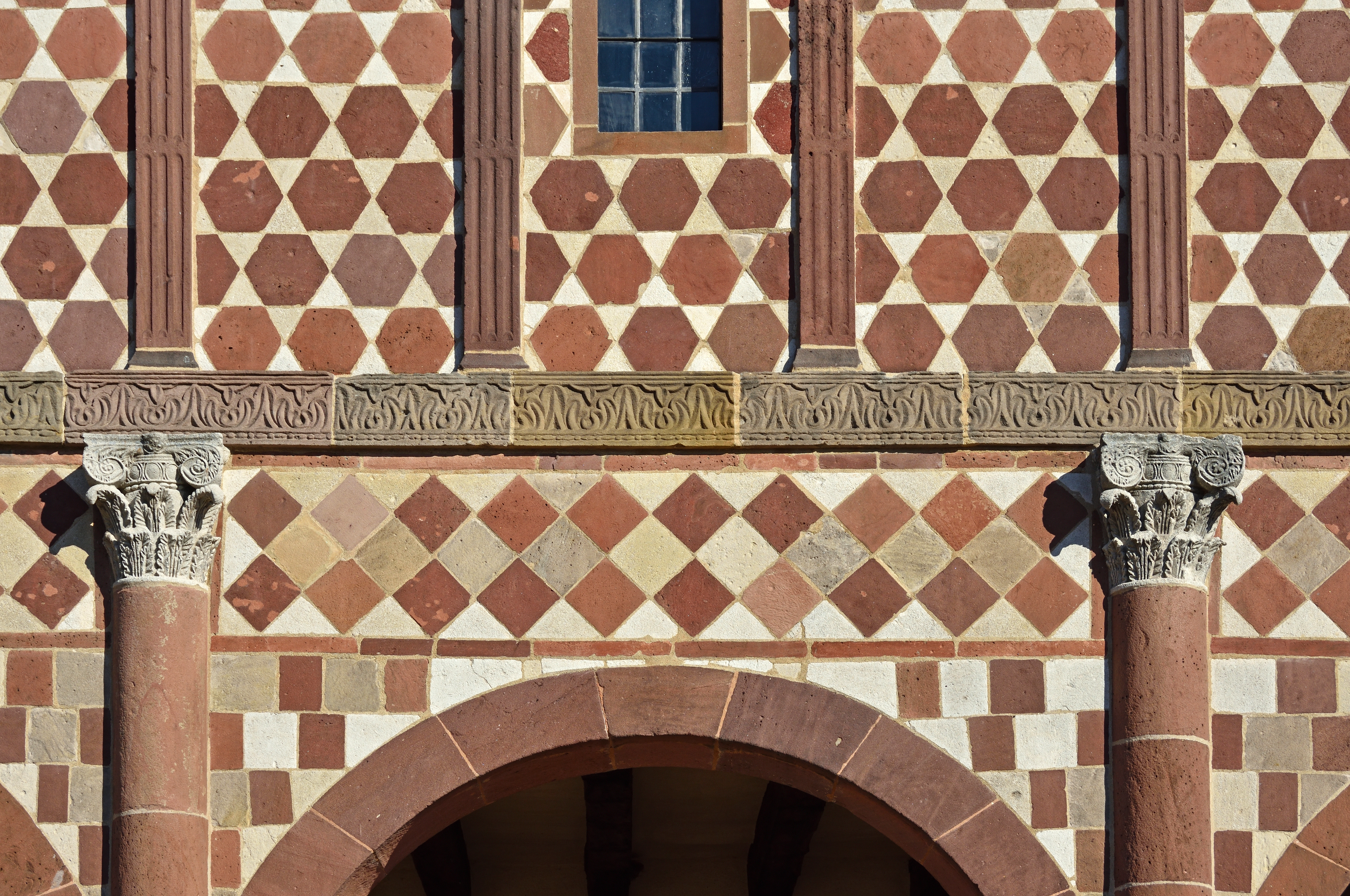
Torhalle Lorsch (9. Jahrhundert)
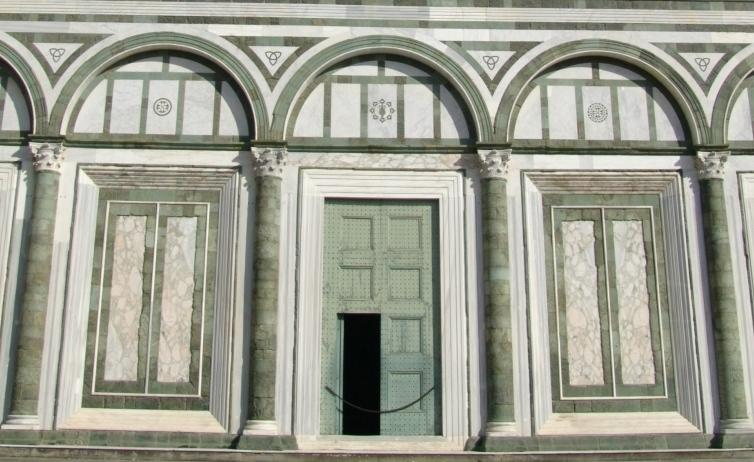
San Miniato al Monte in Florenz (Fassade ab 1090)
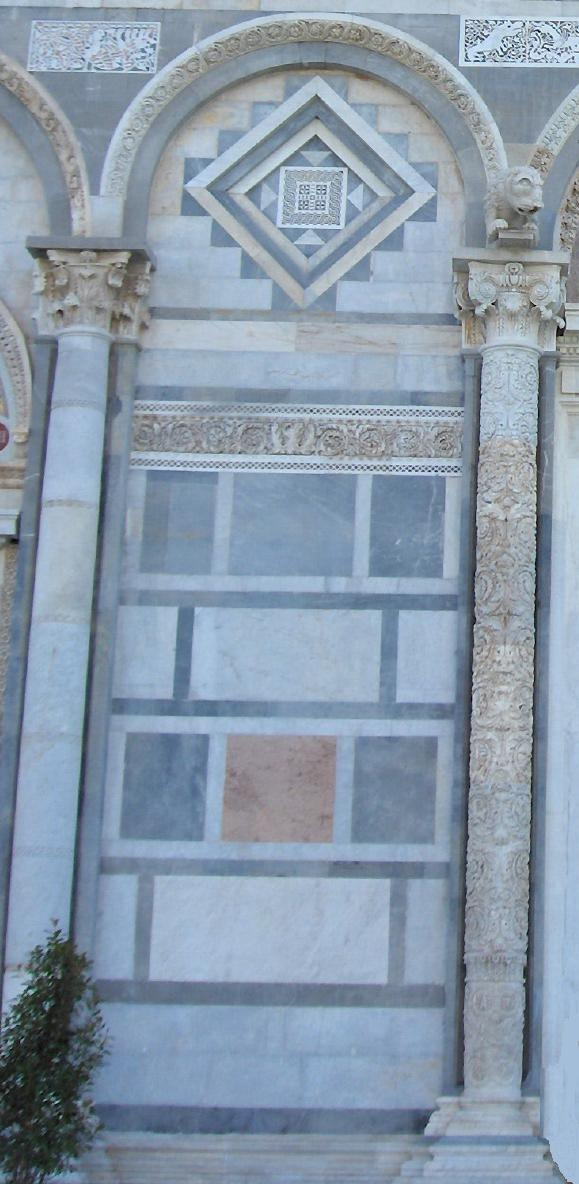
Teil der Fassade des Doms von Pisa (Ende 12. Jh.)
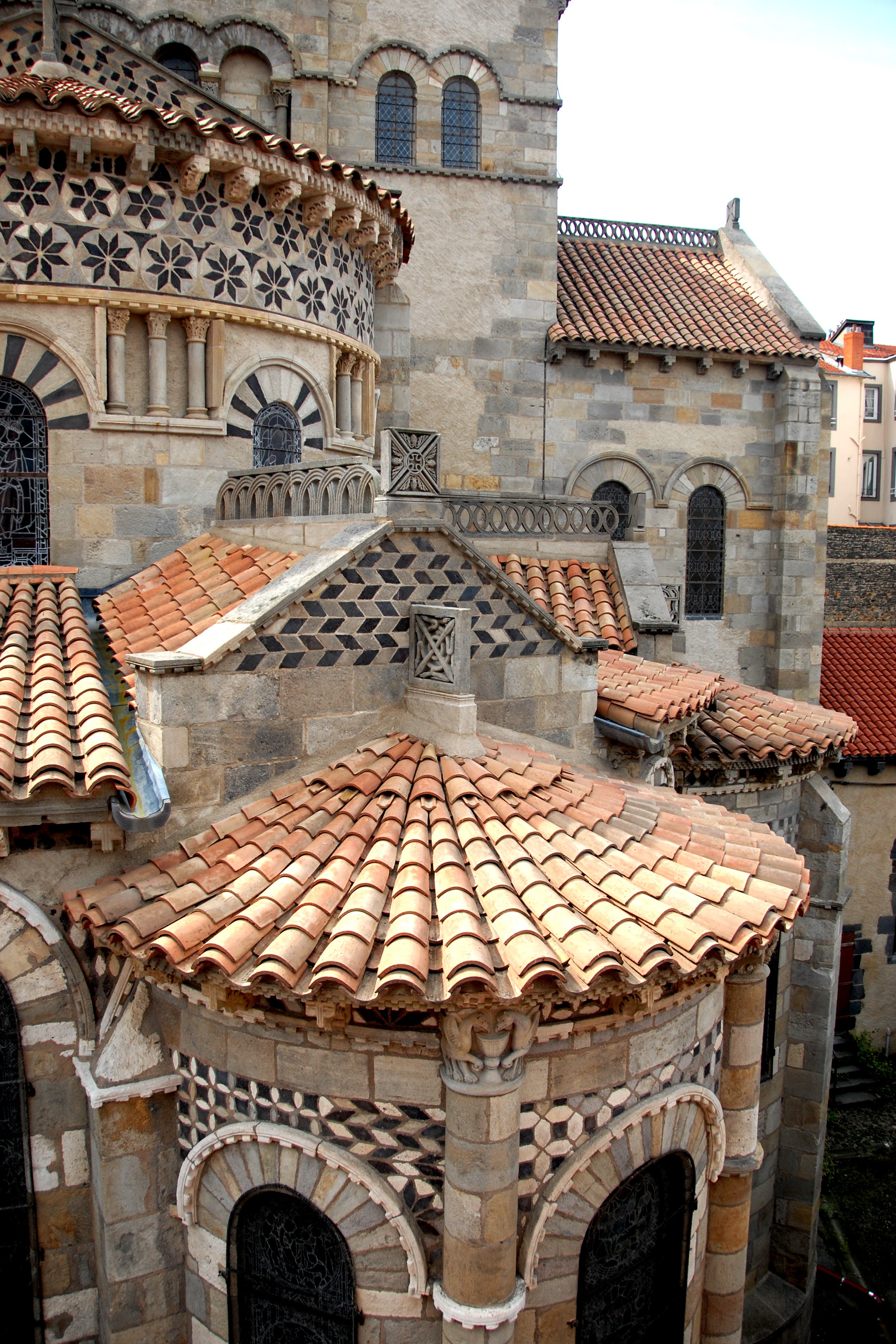
Notre-Dame du Port, Clermont-Ferrand, Chorhaupt (12. Jh.)
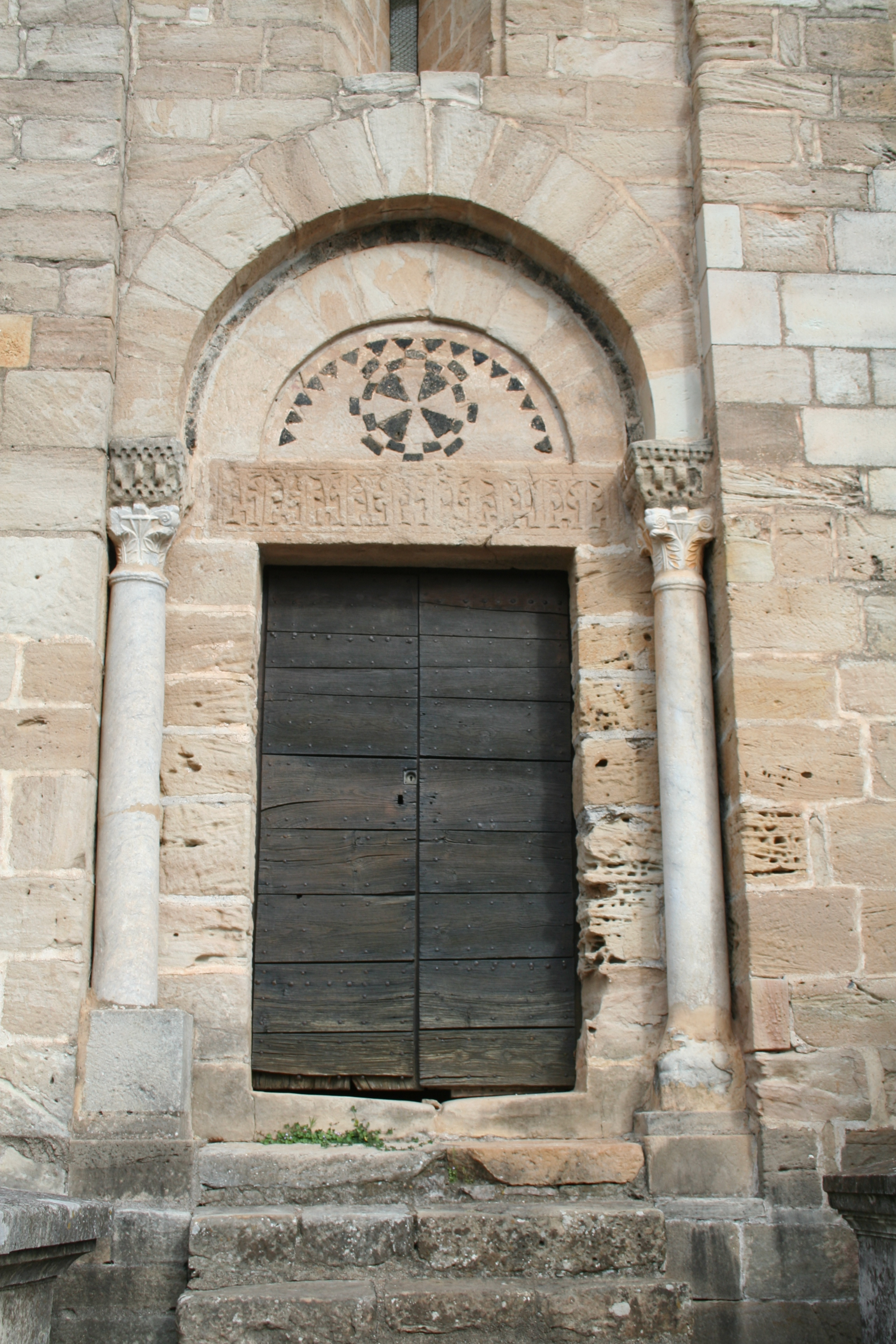
Église Saint-Pierre-de-Rhèdes in Lamalou-les-Bains (12. Jh.)
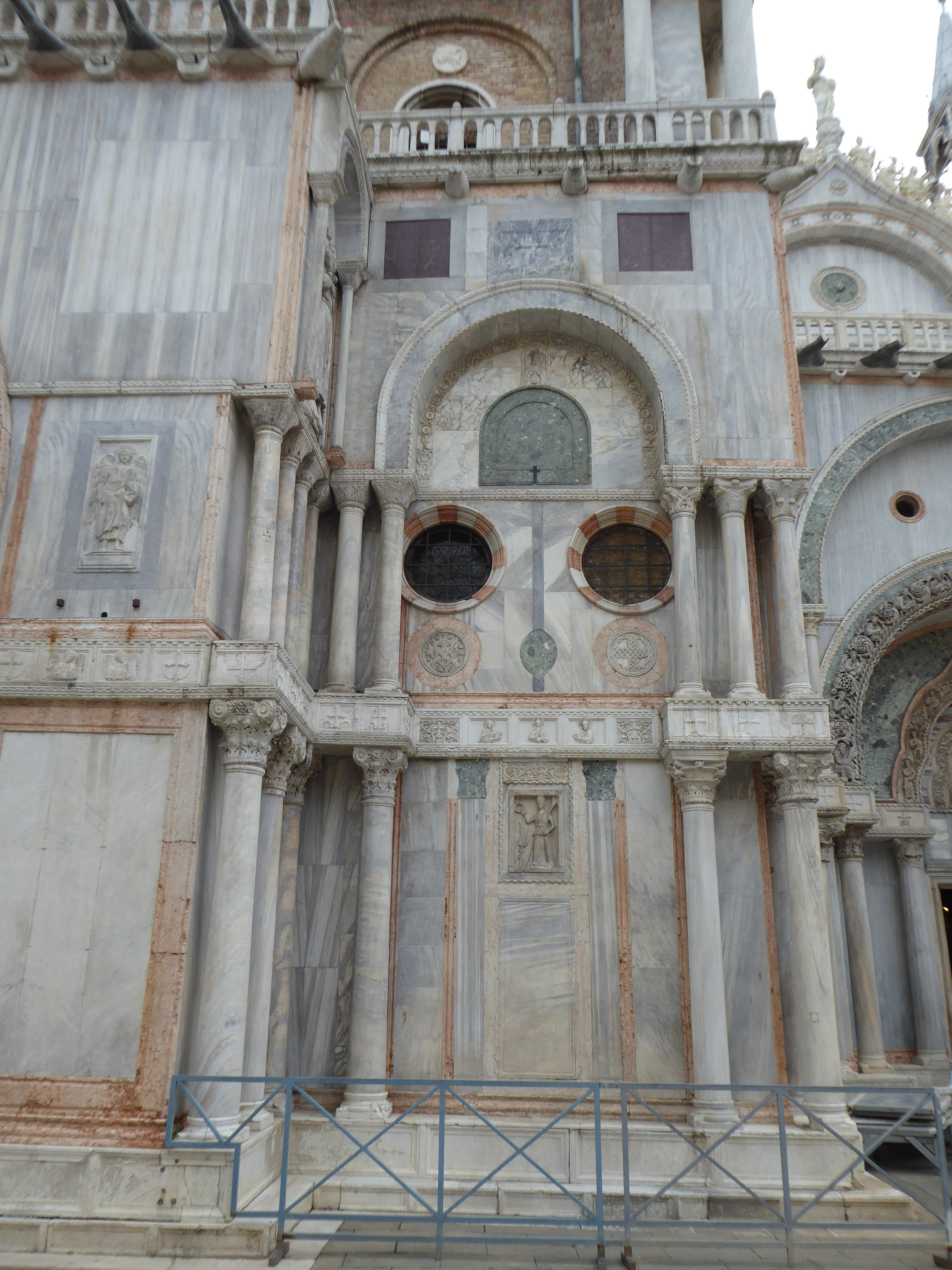
Markusdom, Venedig (13. Jahrhundert)
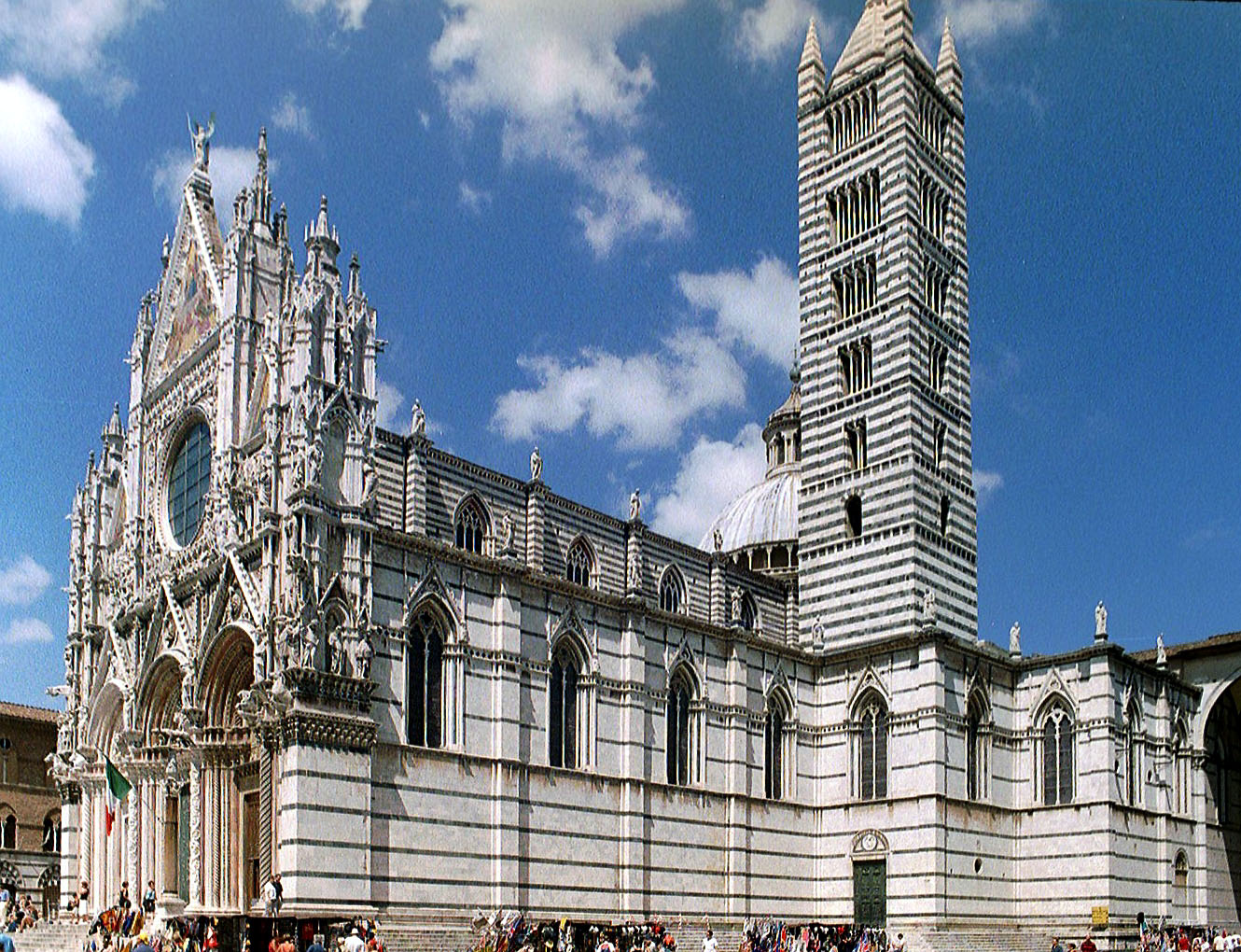
Verkleidung des Doms von Siena (ca. 1380)
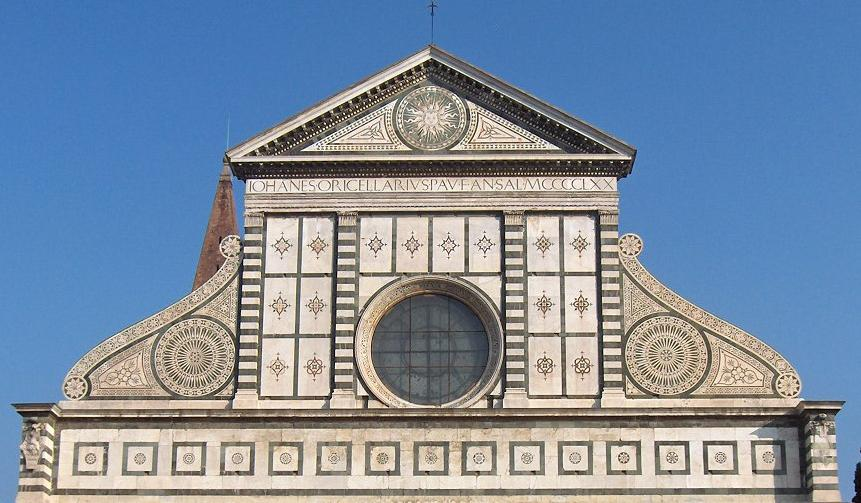
Giebel von Santa Maria Novella in Florenz (Fassade 1470)

## Indien
Wahrscheinlich von byzantinischen Vorbildern angeregt, schufen die – oft aus Persien stammenden – indischen Baumeister, vor allem in der Zeit der Mogul-Architektur, eine Vielzahl von flächig-geometrischen, später dann äußerst kleinteiligen floralen Steininkrustationen (z. B. Lodi-Gärten, Humayun-Mausoleum, Itimad-ud-Daula-Mausoleum, Taj Mahal). In anderen Regionen der islamischen Architektur (Marokko, Türkei, Iran etc.) wurden dekorative Wandverkleidungen mittels Kachelmosaiken hergestellt (z. B. Medersa Attarine, Fès).

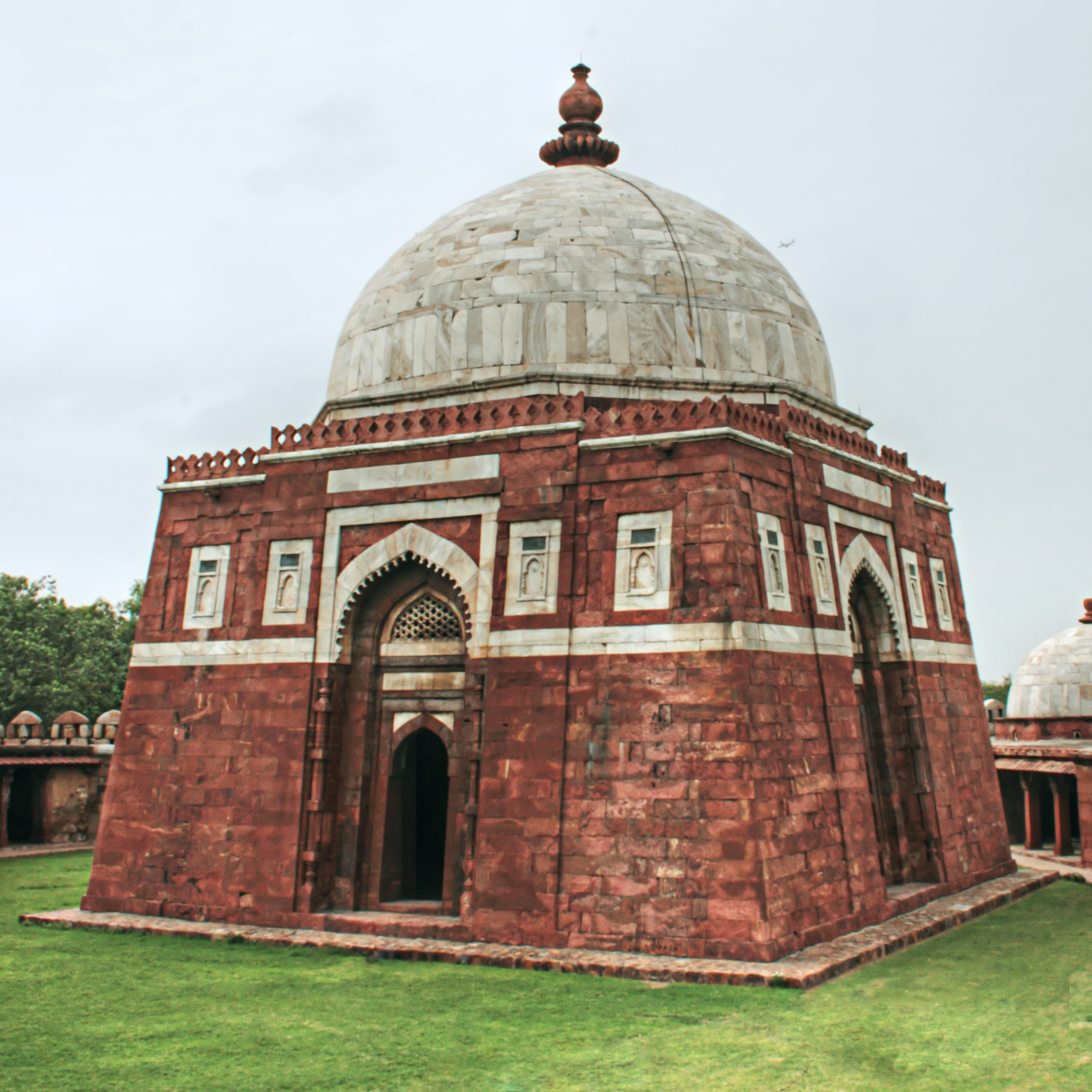
Mausoleum von Ghiyas-ud-din Tughluq Shah I., Delhi (um 1325)
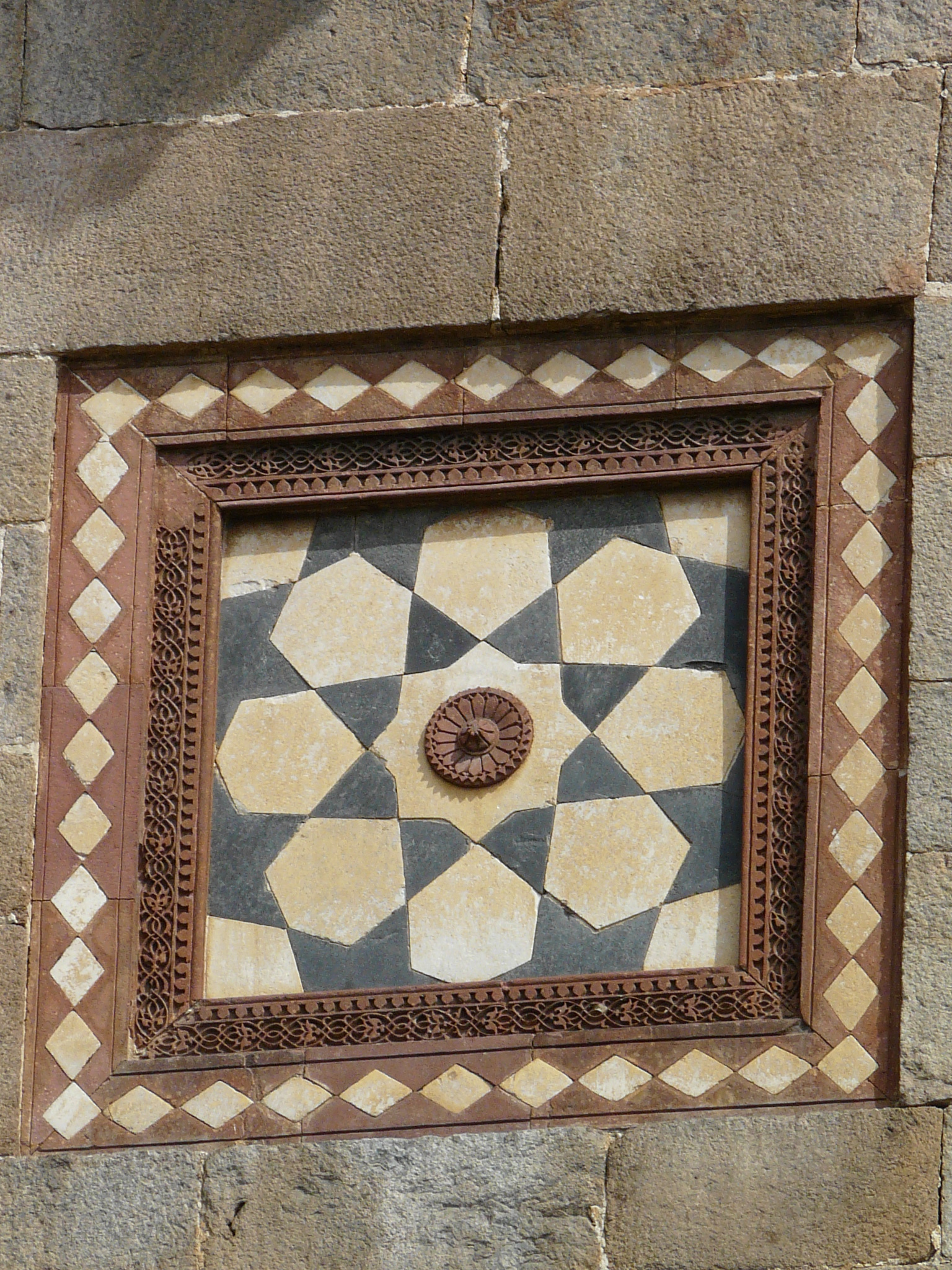
Torbau am Alten Fort (Purana Qila), Delhi (um 1540)
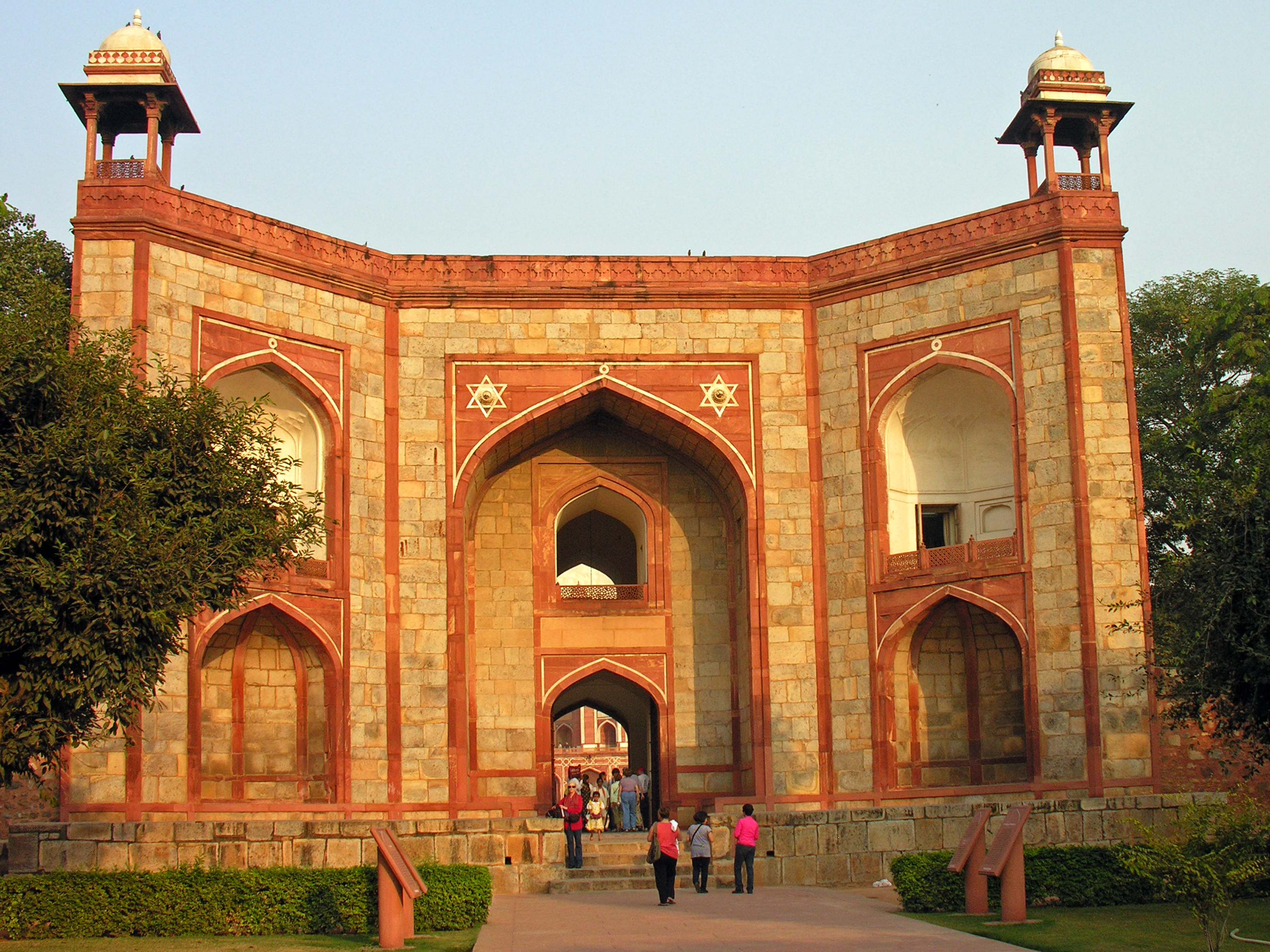
Torbau des Humayun-Mausoleums, Delhi (um 1570)
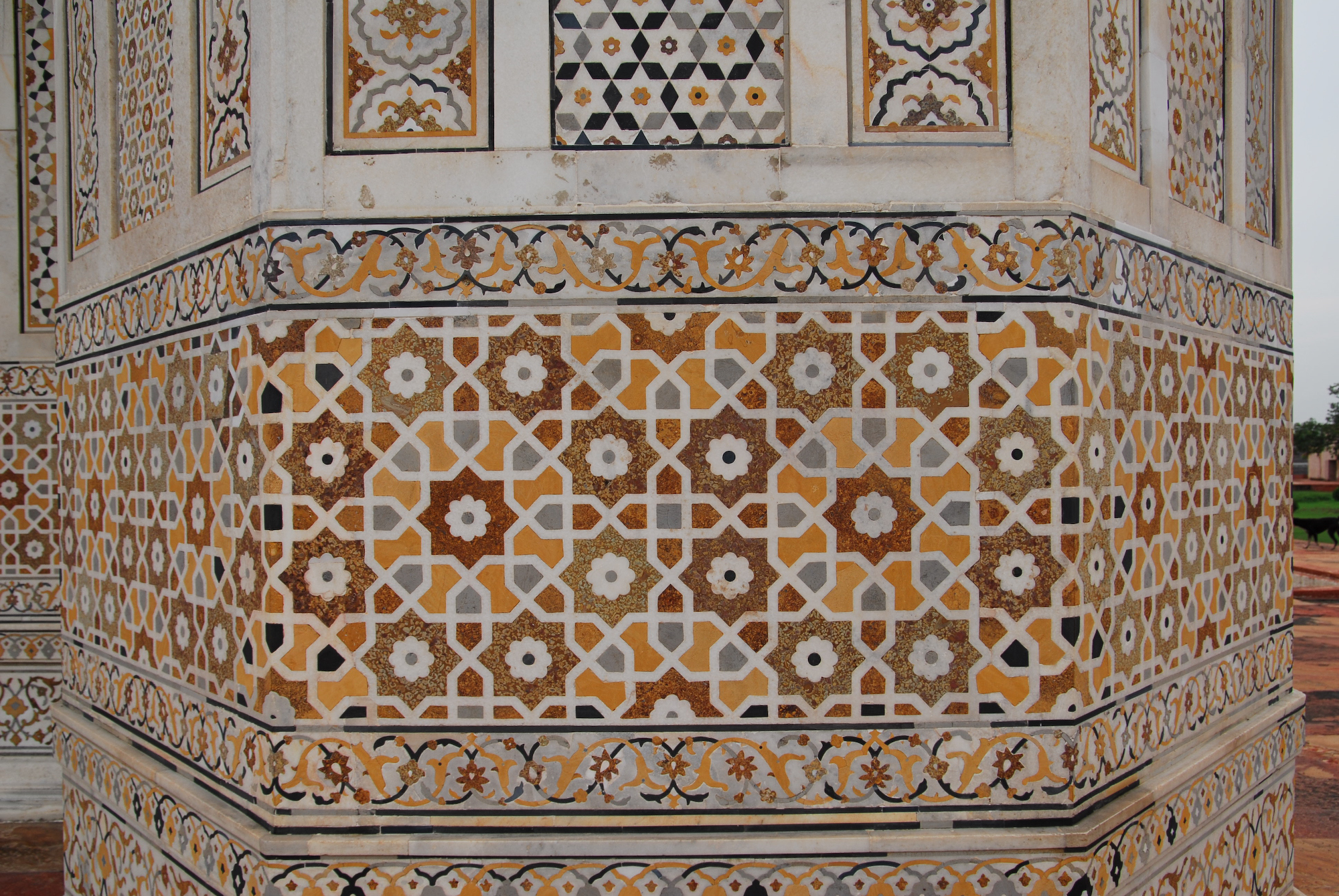
Itimad-ud-Daula-Mausoleum, Agra (1622–1628)
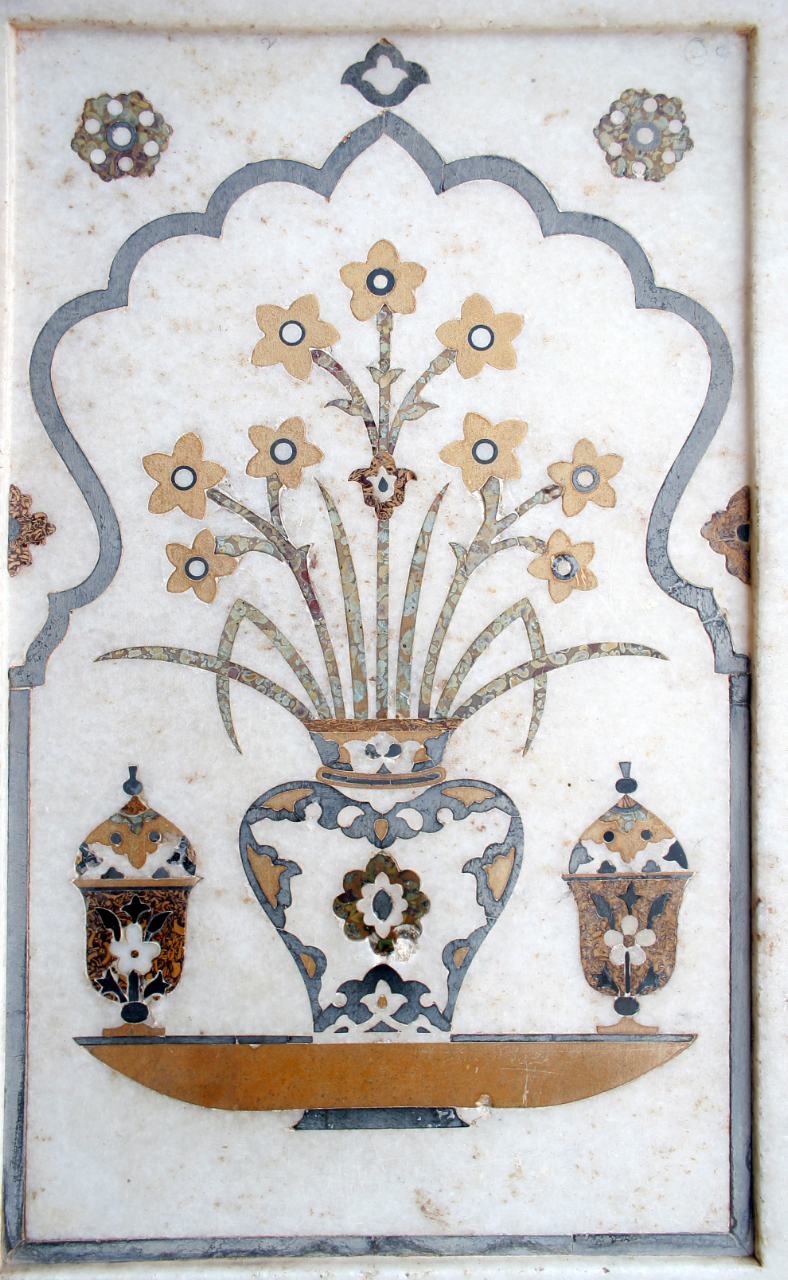
Itimad-ud-Daula-Mausoleum, Agra (1622–1628)
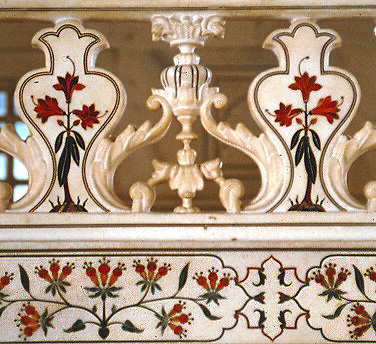
Taj Mahal, Agra, Gitterschranke (um 1670)